# Paco Pérez Durán
Paco Pérez Durán (Priego de Córdoba, España; 16 de septiembre de 1961 – 29 de junio de 2025) fue un futbolista español que jugó en la posición de defensa.

## Equipos
| Periodo   | Club                              | Apariciones | Goles |
| --------- | --------------------------------- | ----------- | ----- |
| 1980–1984 | Castilla CF                       | 60          | 1     |
| 1981–1982 | → Deportivo de La Coruña (cedido) | 23          | 1     |
| 1984–1985 | Granada CF                        | 31          | 0     |
| 1985–1986 | AD Parla                          | 33          | 0     |
| 1986–1987 | CD Alcoyano                       | 38          | 3     |
| 1987–1988 | Cartagena FC                      | 24          | 1     |
| 1988–1990 | Linares CF                        | 41          | 2     |
| 1990–1992 | Racing de Santander               | 15          | 0     |

## Vida personal y muerte
Pérez Durán padecía de ELA. El 1 de junio de 2025 el equipo de veteranos del Real Madrid CF jugó un partido benéfico para Pérez Durán. Murió a causa de la enfermedad el 29 de junio de 2025 a los 63 años.

## Logros
- Segunda División de España (1): 1983/84.[1]